# Power Dynamos Football Club
O Power Dynamos Football Club é um clube de futebol da Zâmbia, da cidade de Kitwe. Suas cores são vermelho e preto.

## Títulos

### Internacionais
- Recopa Africana: 1991.

### Nacionais
- Campeonato Zambiano: 5 vezes (1984, 1991, 1994, 1975 e 2000).
- Copa da Zâmbia: 7 vezes (1979, 1980, 1982, 1990, 1997, 2001 e 2003).
- Zâmbia Challenge Cup: 2 vezes (1990 e 2001).
- Zâmbia Coca Cola Cup: 2003.
- Zâmbia Charity Shield: 2004.